# HD 43955
HD 43955，又名BD-19 1407，SAO 151334、HR 2266，是一颗恒星，视星等为5.52，位于銀經227.52，銀緯-16.05，其B1900.0坐标为赤經6h 13m 54.8s，赤緯-19° -16.05′ 41″。